# John Lewis
John Lewis (LaGrange, Illinois, 3. svibnja 1920. – New York City, 29. ožujka 2001.), američki je pijanist i skladatelj najpoznatiji kao vođa sastava Modern Jazz Quartet.

## Životopis
John Lewis odrastao je u New Mexicu, a svoje prve glazbene korake klasične glazbe i glasovira naučio je od svoje majke u dobi od 7 godina. Srednju školu Albuquerque High School završio je 1937. godine. Glazbenu naobrazbu nastavio je na sveučilištu University of New Mexico gdje je do 1941. godine studirao antropologiju. Prije nego što se pridružio vojsci u Drugom svjetskom ratu Lewis je svirao s tenor saksofonistom Lesterom Youngom i pijanistom Dukeom Ellingtonom. Za vrijeme Drugog svjetskog rata dok je tri godine bio stacionirani u Francuskoj upoznao je američkog bubnjara Kennyja Clarka s kojim je povremeno nastupao. Clarke je u početku stvarao glazbu u bebop stilu dok je Lewis skladao i aranžirao za sastav. Nakon završetka rata 1945. godine, Lewis se vraća kući i nastavlja studiranje.
Clarke ga 1946. godine kao aranžera i pijanistu zove u Big band Dizzya Gillespiea (1946. – 1948.). Tijekom 1947. – 1948. godine snimao je s američkim jazz saksofonistom i skladateljem Charliem Parkerom (uključujući i skladbu "Parker's Mood"). U to vrijeme svira u nonetu Milesa Davisa pod nazivom Miles Davis' Birth of the Cool Nonet te aranžira skladbe "Move" i "Rouge". Radio je zajedno s Illinoisom Jacquetom (1948. – 1949.) i Lesterom Youngom (1950. – 1951.) i pojavljuje se na mnogim snimkama tog vremena. Godine 1951. Lewis svira u kvartetu Milta Jacksona koji 1952. godine postaja Modern Jazz Quartet.
Lewis je Modern Jazz Quartetom ispunio svoju glazbenu viziju te je skladao brojne skladbe od kojih je najpoznatija "Django" iz 1954. godine (snimljena godinu dana nakon smrti Djanga Reinhardta). Osim što je u vremenu od 1952. do 1974. godine bio stalno na turneji s Modern Jazz Quartetom, Lewis je u tom vremenu skladao i glazbu za film Odds Against Tomorrow, No Sun in Venice i A Milanese Story, uključujući i klasični album Two Degrees East, Three Degrees West gdje je ostvario suradnju Guntherom Schullerom, Svendom Asmussenom i Albertom Mangelsdorffom. Sredinom 1960-ih godina surađuje s američkim jazz ansamblom Orchestra U.S.A.
Nakon što je 1974. godine Modern Jazz Quartet prestao s djelovanjem Lewis radi kao glazbeni učitelj i povremeno se pojavljuje kao lider nekih sastava. Kada se 1981. godine kvartet nanovo okupio Lewis je nastavio svoju ulogu duhovnog vođe u sastavu. Tijekom vremena svoje osbne projekte Lewis je najviše objavio u diskografskoj kući Atlantic Records.

## Diskografija
Kao vođa sastava
- 1959. - Improvised Meditations and Excursions (Atlantic 1313)
- 1959. - Odds Against Tomorrow (UA 5061)
- 1960. - The Golden Striker (Atlantic 1334)
- 1984. - Preludes and Fugues from the Well-tempered Clavier Book 1 (Philips)
- 1984. - The Bridge Game (Philips)

Zajedno s Charliem Parkerom
- 1945. - The Genius of Charlie Parker (Savoy 12009)
- 1948. - "Parker’s Mood"
- 1951. - Charlie Parker (Clef 287)
- 1951. - "Blues for Alice"

Kao vođa ansambla Orchestra U.S.A. (zajedno s Guntherom Schullerom i Haroldom Farbermanom)
- 1963. - Orchestra U.S.A. (Colpix 448), uključujući i skladbu "Three Little Feelings"
- 1975. - P.O.V. (Columbia PC33534), uključujući i skladbu "Mirjana of my Heart and Soul"

Modern Jazz Quartet
- 1952. - Vendome (Prestige 851)
- 1954. - Modern Jazz Quartet, ii (Prestige 170) uključujući i skladbu "Django"
- 1955. - Concorde (Prestige 7005)
- 1956. - Fontessa (Atlantic 1231) uključujući i skladbu "Versailles"
- 1957. - One Never Knows (Atlantic 1284), uključujući i skladbu "Three Windows"
- 1957. - Third Stream Music (Atlantic. 1345) uključujući i skladbu "Sketch for Double String Quartet"
- 1960. - Exposure
- 1960. - European Concert (Atlantic 1385–6), uključujući i skladbu "Vendome"
- 1960. - The Modern Jazz Quartet and Orchestra (Atlantic 1359), uključujući i skladbu "England’s Carol"
- 1961. - Original Sin (Atlantic 1370)
- 1962. - The Comedy (Atlantic 1390)
- 1963. - A Quartet is a Quartet is a Quartet (Atlantic 1420), uključujući i skladbe "Concorde", "In Memoriam"
- 1968. - Under the Jasmin Tree (Apple SAPCOR4)
- 1974. - The Last Concert (Atlantic), uključujući i skladbe "Blues in A Minor", "Confirmation", "'Round Midnight"
- 1982. - Bill Evans: A Tribute (Palo Alto Records)

## Vanjske poveznice
- BBC - profil glazbenika